# Alex Orban
Alexander „Alex“ Orban (* 25. August 1939 in Budapest, Ungarn als Sándor Orbán; † 2. Dezember 2021 in Milford, Connecticut) war ein US-amerikanischer Fechter.

## Karriere
Alex Orban wurde in der ungarischen Hauptstadt Budapest geboren und zog nach dem Ungarischen Volksaufstand 1956 in die Vereinigten Staaten. In der Nähe von San Francisco begann er dort mit dem Fechtsport beim Pannonia AC. Später wechselte er zum New York Athletic Club und wurde fünffacher US-Meister. Des Weiteren nahm er an den Olympischen Sommerspielen 1968, 1972 und
1976 teil. Bei den Panamerikanischen Spielen 1971 gewann er im Säbelfechten-Einzel die Goldmedaille und mit dem US-Team Silber. Vier Jahre später folgte bei den Panamerikanischen Spielen in Mexiko-Stadt eine weitere Silbermedaille mit der Mannschaft.
Später arbeitete er bei Mercedes-Benz in Fairfield.